# بروتوكول الاتفاق على مفتاح
في علم التعمية، بروتوكول الأتفاق على مفتاح هو بروتوكول بموجبه يمكن أن يتفق طرفين أو أكثر على مفتاح حيث يستطيع كلاهما التأثيرعلى النتيجة. وإذا تم هذا بشكل صحيح، يحول هذا دون إجبار طرف ثالث غير مرغوب فيه انتقاء مفتاح على أطراف الاتفاق. البروتوكولات المفيدة من الناحية العملية لا تكشف إلى أي طرف متلصص المفتاح الذي تم الاتفاق عليه.

## تبادل مفتاح الرفع
وكان أول بروتوكول اتفاق على مفتاح  علنيا يلبي المعايير المذكورة أعلاه هو تبادل مفتاح الرفع ديفي هيلمان، يسمح لجماعتين من الأشخاص بالأشتراك في رفع مولد بأرقام عشوائية، بشكل يمنع المتلصصين من تخمين ما هو المفتاح.
ومع ذلك، فتبادل مفتاح الرفع في حد ذاته لا يحدد أي اتفاق مسبق أو توثيق لاحق بين المشاركين. وبالتالي، فقد وُصِف بأنه بروتوكول مجهول للأتفاق على مفتاح.

## التوثيق
لا يوفر التبادل المجهول لمفتاح، مثل ديفي هيلمان، توثيق بين الطرفين، وبالتالي فهو عرضة لهجمات Man-in-the-middle.
وقد تم تطوير مجموعة واسعة من أنظمة وبروتوكولات توثيقات علم التعمية لتوفير اتفاقية مفتاح موثق لمنع هجمات man-in-the-middle ومثيلاتها. هذه الأساليب عموما ما تربط المفتاح المتفق عليه رياضيا بالبيانات المتفق عليها، مثل التالي:
- أزواج المفاتيح العامة/الخاصة
- المفاتيح السرية المشتركة
- كلمات المرور

### مفاتيح عامة
توجد آلية تُستخدم على نطاق واسع لهزيمة مثل هذه الهجمات عن طريق استخدام مفاتيح ذات توقيع رقمي والتي يجب أن يتم ضمان تماميتها: إذا تم التوقيع على مفتاح بوب عن طريق طرف ثالث موثوق به يشهد عن هويته، تتملك أليس ثقة كبيرة بأن المفتاح المُوقع التي حصلت عليه ليس محاولة للاعتراض من قبل ايف. عندما يكون بين أليس وبوب أسس لمفتاح عام، فقد يوقعوا رقميا على اتفاق ديفي هيلمان، أو تبادل مفاتيح ديفي هيلمان العمومية. وهذه المفاتيح التي تم توقيعها، أحيانا ما يتم توقيعها من قبل مصدر الشهادة، هي واحدة من الآليات الأساسية المستخدمة في حركة مرور الويب الآمنة (بما في ذلك بروتوكول نقل النص الشعبي الأمن، أو طبقة المقابس الامنة، أو طبقة النقل الامنة). ومن الأمثلة الأخرى المحددة هي MQV، وYAK، والمكونات الـ ISAKMP لبروتوكول أي بي سك لتأمين بروتوكولات الاتصال. ومع ذلك، فإن هذه الأنظمة تتطلب رعاية في تظهير التلاءم بين معلومات الهوية والمفاتيح العمومية من قبل مصادر الشهادات لكي تعمل بشكل صحيح.

### نظم هجينة
تستخدم النظم الهجينة الماتيح العامة في علم التعمية لتبادل المفاتيح السرية، والتي تستخدم بعد ذلك في أنظمة المفتاح المتماثل في علم التعمية. معظم التطبيقات العملية لعلم التعمية تستخدام مزيج من وظائف علم التعمية لتنفيذ نظام شامل يوفر كافة الميزات الأربع المرغوب فيهم لتأمين الاتصالات (السرية، والسلامة، والتوثيق، وعدم الإنكار).

### كلمات مرور
يتطلب بروتوكول اتفاق المفتاح الموثوق بكلمة مرور إنشاء كلمة مرور منفصل (والتي قد تكون أصغر من مفتاح) بطريقة تجعل كلمة المرور خاصة ومؤكد سلامتها. وهي مصممة لمقاومة هجمات MITM والهجمات النشطة الأخرى على كلمة السر والمفاتيح المنشئة. فعلى سبيل المثال، فان DH-EKE، وSPEKE، وSRP هي أمثلة على كلمات مرور متغيرة من ديفي هيلمان.

### حيل أخرى
إذا كان لدى أحدهم طريقة ضمان سلامة للتأكد من مفتاح مشترك عبر قناة العامة، اذن فمن المحتمل أن يتعرض لـ تبادل مفتاح ديفي-هيلمان لاستخلاص مفتاح مشترك لمرة واحدة، ومن ثم يُصادَف ان المفاتيح تتطابق. وأحد الطرق هو استخدام صوت موثق مُقرأ للمفتاح، كما هو الحال في PGPfone. ومع ذلك، فان توثيق الصوت، يفترض أنه يتعذر على MITM ان يطابق صوت أحد المشاركين بصوته في الحقيقة، وهو ما قد يكون افتراضا غير مرغوب فيه. مثل هذه البروتوكولات مصممة للعمل مع قيمة عامة قليلة، مثل كلمة مرور. وقد اقترحت تحريفات حول هذا الموضوع لبروتوكولات البلوتوث المزدوجة.

## مفاتيح سرية مشتركة
المفتاح السري (المتماثل) في علم التعمية يتطلب التبادل الأولي لمفتاح مشترك بطريقة خاصة ومؤكد سلامتها. وعند القيام بها بشكل صحيح، فيتم منع هجمات MITM. ومع ذلك، فبدون استخدام مفتاح عام في علم التعمية، قد يواجه الإنسان مشكلات غير مرغوب فيها في إدارة المفتاح.